# SSG Humboldt zu Berlin
Die Sport- und Spielgemeinschaft Humboldt zu Berlin e. V. (SSG Humboldt zu Berlin) ist ein Berliner Sportverein mit Sitz im Sportforum Hohenschönhausen.

## Geschichte
Die 1990 gegründete Sportgemeinschaft mit den Abteilungen Handball, Fußball, Leichtathletik, Turnen und Judo ist Kooperationspartner der Zentraleinrichtung Hochschulsport der Humboldt-Universität zu Berlin. Sie ist vorrangig, aber nicht ausschließlich eine Einrichtung für Studenten und bietet in ihren Abteilungen Betätigungsmöglichkeiten im Freizeit- und Leistungssportbereich für Jung und Alt aus der gesamten Bevölkerung. So kooperiert die Abteilung Judo beispielsweise mit der Randow Grundschule und der Matibi Grundschule in Berlin-Alt-Hohenschönhausen und erzielt damit Erfolge im Kinder- und Jugendsport.
Vorläufer der SSG Humboldt war vor der Wende 1990 die 1952 gegründete HSG Wissenschaft Humboldt-Universität, ab den 1960er Jahren HSG Humboldt-Uni, die im Studentensport der DDR Erfolge zu verzeichnen hatte:
- Die Sektion Judo der HSG Wissenschaft gewann unter der Leitung von Helmut Bark in den 1960er und 70er Jahren sieben Einzel- und vier Mannschaftstitel[3] bei den DDR-Meisterschaften der Männer. Außerdem wurde die Mannschaft der HSG Humboldt-Uni unter Barks Ägide einmal Zweiter und viermal Dritter der DDR-Mannschaftsmeisterschaften und bei den DDR-Einzelmeisterschaften der Männer errangen die Kämpfer der HSG Humboldt-Uni noch drei Zweite und 12 Dritte Plätze. Hinter den Judo-Sportclubs hatte die HSG Humboldt-Uni damit in den 1960er und 70er Jahren eine führende Position unter den Judo-Vereinen in der DDR.
- Die Sektion Basketball der HSG wurde von 1953 bis 1961 ununterbrochen DDR-Meister der Männer. Die Frauen gewannen den DDR-Meistertitel der Basketballerinnen von 1956 bis 1959.[4]

Weiterhin bietet der Verein im Bereich Handball seit Oktober 2023 wieder einen Sportkurs für die Humboldt-Universität zu Berlin an.